# Phil Hill (Eishockeyspieler)
Phil Hill (* 23. Mai 1982 in Cardiff, Wales) ist ein ehemaliger britischer Eishockeyspieler, der 2015 mit den Sheffield Steelers britischer Meister wurde.

## Karriere
Phil Hill begann seine Karriere als Eishockeyspieler in der Nachwuchsabteilung der Cardiff Devils in seiner Geburtsstadt, für deren zweite Mannschaft, die Cardiff Rage er bereits als 15-Jähriger in der British National League, der damals zweithöchsten britischen Spielklasse, auflief. 2000 debütierte er für die Devils in der Ice Hockey Superleague, der damals höchsten britischen Spielklasse, spielte aber überwiegend noch für das Nachwuchsteam, die Cardiff Satans, in der britischen U19-Liga. Nachdem sich seine Mannschaft 2001 aus finanziellen Gründen aus der Superleague in die BNL zurückgezogen hatte, wechselte er nach wenigen Spieltagen zu den Nottingham Lions in die viertklassige English National League. 2002 kehrte er in seine Geburtsstadt zurück, wo er für die Devils zunächst in der BNL und ab 2003 in der neugegründeten höchsten britischen Spielklasse, der Elite Ice Hockey League auf dem Eis stand. Mit Ausnahme der Spielzeit 2006/07, die er bei den Sheffield Steelers verbrachte, blieb er bis 2013 in Wales und gewann mit den Devils 2006 den Challenge Cup. 2013 ging er erneut nach Sheffield und konnte mit den Steelers 2014 die Playoffs der EIHL und im Jahr darauf durch den EIHL-Hauptrundensieg erstmals in seiner Karriere auch die britische Meisterschaft gewinnen. 2015 ging er zu den Telford Tigers in die English Premier Ice Hockey League, die er im Dezember 2016 verließ, um zum Ligakonkurrenten Swindon Wildcats zu wechseln. Nach Auflösung der EPIHL spielt er mit seinem Klub seit 2017 in der National Ice Hockey League und gewann gleich in der ersten Spielzeit dort den Autumn Cup und den National Cup. Anschließend beendete er seine Karriere.

### International
Für Großbritannien spielte Hill bei den Weltmeisterschaften der Division I 2009, 2010, 2011, 2012, 2013 und 2014. Zudem stand er für seine Farben beim Qualifikationsturnier für die Olympischen Winterspiele 2014 in Sotschi auf dem Eis.

## Erfolge und Auszeichnungen
- 2006 Challenge-Cup-Sieger mit den Cardiff Devils
- 2014 Playoff-Sieger der EIHL mit den Sheffield Steelers
- 2015 EIHL-Hauptrundensieger und britischer Meister mit den Sheffield Steelers
- 2018 Gewinn des Autumn Cup und des National Cup der National Ice Hockey League mit den Swindon Wildcats

## Statistik
(Stand: Ende der Saison 2015/16)